# The Tide of Destiny
The Tide of Destiny est un film muet américain réalisé par Lem B. Parker et sorti en 1913.

## Fiche technique
- Titre : The Tide of Destiny
- Réalisation : Lem B. Parker
- Scénario : Ruth E. Morris
- Producteur :  William Selig
- Société de production : Selig Polyscope Company
- Société de distribution : General Film Company
- Pays d'origine :  États-Unis
- Langue : Anglais
- Format : Noir et blanc — 35 mm — 1,33:1 — Muet
- Genre : Film dramatique
- Durée : 10 minutes
- Date de sortie : 
  - États-Unis : 3 novembre 1913

## Distribution
- Harold Lockwood : Frank Stafford
- Kathlyn Williams
- William H. Brown
- Anna Dodge
- Baby Lillian Wade
- Lillian Leighton